# David avec la tête de Goliath (Le Guerchin)
Pour les articles homonymes, voir David avec la tête de Goliath.
David avec la tête de Goliath est un tableau réalisé par le peintre italien Le Guerchin vers 1650. De format vertical, cette huile sur toile est une peinture religieuse qui représente David levant les yeux vers le Ciel après la décapitation de Goliath, dont il a posé la tête à la base d'une colonne. Torse nu, le jeune héros de l'Ancien Testament se touche la poitrine de sa main droite, tandis que de l'autre il tient la chevelure de sa victime, dont le front est marqué par sa fronde. Ce faisant, il arbore lui-même de longs cheveux qu'il a libérés d'un chapeau rouge à plumet laissé sur le pommeau de l'épée dont il s'est servi pour achever le géant, duquel le reste du corps ne figure pas dans la composition. Achetée en 1999, l'œuvre est conservée au musée national de l'Art occidental, à Tokyo, au Japon.